# Ectropothecium dixonii
Ectropothecium dixonii là một loài Rêu trong họ Hypnaceae. Loài này được (Herzog) Y. Jia & S. He mô tả khoa học đầu tiên.